# Carlos Encinas González
Carlos Encinas González, (Salamanca, España; 28 de junio de 1907 - León, México; 28 de enero de 1997) fue un pintor del exilio republicano español, médico y cartógrafo, nacionalizado mexicano en 1940. Director del Departamento Cartográfico de la Asociación Nacional Automovilística (ANA) de México de 1955 hasta 1990.

## Biografía
Carlos Encinas González, bautizado Carlos Pedro, nació en la ciudad de Salamanca, provincia de Salamanca, España, el 28 de junio de 1907. Hijo menor del matrimonio formado por Pedro Encinas y Reyes, quién fue el Secretario General de la Universidad de Salamanca, y María del Tránsito González Moreno. Sus hermanos fueron Piedad (Salamanca, 1894 - Granada, 1918), Luis (Salamanca, 1899 - Zaragoza, 1987) y Pastora de los Ángeles (Salamanca, 1901 - Sevilla, 1992).

### Primeros años en Salamanca
Inicia sus estudios básicos en los salones aledaños al Patio de Escuelas de la Universidad de Salamanca, a espaldas de la Secretaría General en donde su padre tenía sus oficinas. Muestra desde muy pequeño dotes extraordinarias para el dibujo y sus profesores ponen especial cuidado en alentarlas y enriquecerlas con clases avanzadas para su edad. Durante esos años mantiene una amistad estrecha con varios de los hijos de Miguel de Unamuno, con quién la familia Encinas González tenía una gran cercanía debida no solo a la relación laboral de Pedro Encinas con el Rector de la Universidad.

### Años en Granada y Sevilla
En 1920, cuando Carlos tenía 13 años de edad, fallece su padre y la familia se traslada a vivir a Andalucía. Sus hermanos, Luis y Ángeles, habiendo ya egresado de la universidad, el primero médico y la segunda licenciada en Letras Clásicas, se instalan en Sevilla con su tía, Dominica Encinas y Reyes, hermana de su padre. Carlos y su madre, Tránsito, son acogidos en Granada por su cuñado Gonzalo Gallas Novás y en aquella ciudad Carlos realiza sus estudios de bachillerato. En 1927 comienza en Granada sus estudios de medicina pero decide trasladarse a Sevilla y continuarlos en aquella ciudad a donde llega, en compañía de su madre, a vivir en la casa de sus tíos, Dominica y José Romero. Se titula como médico cirujano en la Facultad de Medicina de la Universidad de Sevilla en el año de 1931 y allí llevará a cabo la especialidad en neumología.  Profundamente liberal, el advenimiento de la Segunda República Española en 1931 lo emociona como a muchos otros jóvenes españoles.
En 1931 ocupa la plaza de médico que dejaba su hermano Luis en el pueblo minero de Cala (Huelva). Comienza su actividad política incorporándose al Ayuntamiento republicano que encabezaba Teodosio Riscos en aquella localidad. Su labor principal se desarrolló en el ámbito cultural apoyando el movimiento iniciado por Fernando de los Ríos, Ministro de Instrucción Pública. Esta actividad lo lleva a relacionarse, entre otros, con Rafael Alberti y su esposa, a través de los cuales conoce en su casa de Madrid a varios de los miembros de la Generación del 27, entre ellos a Federico García Lorca.

### La guerra civil española
En julio de 1936, fracasado el golpe de Estado intentado por una parte del ejército contra el gobierno de la Segunda República Española, se inicia la guerra civil española. Los golpistas, encabezados por Gonzalo Queipo de Llano, tienen éxito en la toma de Sevilla iniciando una feroz represión que tan solo en aquella ciudad ocasionó la muerte de más de tres mil personas. En los quince días que siguieron al golpe militar, el Ayuntamiento de Cala nombra a Carlos Encinas González presidente del Comité de Abastecimiento abocándose a reunir alimentos y provisiones para la manutención de la gran cantidad de personas que pasaban por Cala rumbo a Extremadura y Portugal huyendo de los asesinatos que en Sevilla y sus alrededores perpetraban los sublevados.  
Junto con los miembros del gobierno de Cala y muchos otros habitantes de aquella localidad, emprende camino a Extremadura para pasar a Portugal, escapando en aquel país de una muerte segura. En Portugal son confinados en un campo de refugiados de donde saldrán para ser embarcados el 10 de octubre de 1936, en el buque Nyassa que los trasladará a Tarragona. Llegado a esta ciudad se alista en el ejército republicano y en su calidad de médico es nombrado teniente médico militar, jefe de sanidad encargado del hospital de campaña en la población aragonesa de Tardienta, en pleno frente de batalla.  Durante los siguientes meses sufre, tanto en aquella población como en Robres, lo peor de la experiencia de la guerra. En este tiempo se afilia al Partido Obrero de Unificación Marxista (POUM) siendo nombrado en febrero de 1937 director del Sanatorio Miguel Pedrola en Alp (Gerona), especializado en neumología, lo cual lo aleja de lo más cruento de la guerra pero no de sus heridos y enfermos. Allí conoce a la que será su esposa, Carmen Ferrer Rodríguez, hija menor de una acomodada familia de Alcañiz, en la provincia de Teruel, quien se había alistado en el Ejército Republicano como enfermera titulada. 
El 16 de junio de 1937 se inicia la ofensiva estalinista contra el POUM. Sus dirigentes, encabezados por Andrés Nin,  son arrestados iniciándose una verdadera purga que acabará costándole la vida a Nin quien es asesinado. Carlos Encinas se libra de ser apresado pues la mañana del 16 de junio ha viajado a Barcelona. Al llegar a la Ciudad Condal se entera de lo sucedido y preocupado por la suerte de sus compañeros en el Hospital Pedrola regresa a Alp y se encuentra con que todos han sido arrestados, incluida Carmen, con quien ya estaba comprometido.  Vuelve a Barcelona y se aboca a buscar ayuda para liberar a los detenidos de Alp que han sido trasladados a la capital catalana. El apoyo decidido, armado incluso, en contra de la represión por parte de los anarquistas de la CNT arredra a los estalinistas que dejan en libertad a los prisioneros. Posteriormente a estos sucesos, Carlos Encinas es nombrado, con el grado de capitán médico, jefe de servicios  en la Clínica Militar Quirúrgica n.º 2, en Barcelona y de allí pasa a la Clínica Militar de Olot en calidad de jefe de pabellón hasta el final de la guerra. El 11 de agosto de aquel año de 1937, Carmen y Carlos contraerán matrimonio en Barcelona.

### El exilio
En los primeros días del mes de enero de 1939, ante la caída del  frente republicano del Ebro, Carlos viaja precipitadamente a Tarragona a donde su esposa había sido movilizada como jefa de enfermeras  en un hospital militar cercano al frente en donde tenía lugar la célebre Batalla del Ebro. De allí inician el camino a Olot, a la clínica donde Carlos trabajaba, y de allí, unos días después, hacia Francia. Juntos cruzan, escalando a pie, los Pirineos el  9 de febrero. A la mañana siguiente son detenidos por fuerzas fronterizas francesas. Carmen es internada con una familia francesa en Cazères sur Garonne, un pueblo al sur de Toulouse, y Carlos enviado al campo de concentración de Argelès-sur-Mer de donde logra escapar, llegando a Toulouse. En esta ciudad obtiene un salvoconducto a través de una agrupación de médicos franceses que ayudaba a sus colegas republicanos españoles y con más libertad logra encontrar a su esposa y juntos trasladarse a París. En la capital de Francia se ponen en contacto con la Embajada de México y obtienen un permiso de internación a aquel país. En los primeros días de mayo de 1939 embarcan en el puerto de La Pallice, en La Rochele, en el vapor Inglés Orduña, rumbo a La Habana. En este puerto, tras una breve estancia, trasbordarán al buque México rumbo al puerto de Veracruz a donde llegarán el 7 de junio de 1939, una semana antes del arribo del Sinaia, primer barco fletado totalmente para refugiados españoles. 
Durante los años de la guerra y en los primeros del exilio, Carlos Encinas no para, incansablemente, de llenar libretas con dibujos de lo sucedido tanto en el frente, como atrás de él. Lo mismo hará en Francia y en el viaje rumbo a México.  
Los primeros años en México fueron sumamente dolorosos para Carlos Encinas y en la búsqueda por calmar su nostalgia por la patria y la familia lejana se vuelca en la pintura y en el dibujo. Se inscribe en la famosa y prestigiada Academia de San Carlos de la Ciudad de México para estudiar grabado, siendo alumno destacado de Carlos Alvarado Lang, el gran grabador mexicano. 
Durante su vida en México la pintura, el grabado, el dibujo y las artes gráficas en general, serán su única actividad, abandonando la práctica de la medicina. En 1941 fundará, con el valenciano Rafael Vilar Álvarez, Grabart, un taller de grabado artístico.
En aquellos primeros años, ya iniciada la Segunda Guerra Mundial, jugó un papel fundamental en la vida de los Encinas Ferrer la amistad estrecha con una serie de destacados miembros del POUM, exiliados al igual que ellos, como Julián Gorkin, Enrique Adruer  “Gironella”, Bartolomeu Costa Amic, Narcis Molins i Fabregá, así como los recién llegados en los primeros años de la conflagración mundial, Víctor Serge y su hijo, el pintor  Vlady (Vladímir Kibálchich Rusakov), y el pintor catalán, Josep Bartolí. 
Encinas desarrolló su creatividad en diferentes áreas, no solo en la pintura y el grabado. Fue un extraordinario caricaturista y ha dejado una gran cantidad de dibujos en esta modalidad. A partir de su llegada a México se siente atraído por el arte colonial barroco de aquel país pues ve en su estudio el puente que le servirá para unir a España con México y aliviar, así, el dolor del exilio. Comienza a dibujar una gran cantidad de fachadas e interiores de edificios religiosos y civiles de aquella época para convertirlos, posteriormente, en litografías que gozarán de una gran aceptación entre el público mexicano.
La mayoría de su obra pictórica fue elaborada entre 1939 y 1954. En ella observamos primero el dolor y la rabia del exilio para después ser testigos del tránsito lento hacia el interés por México y lo mexicano, tránsito durante el cual buscó y logró integrarse a la nueva patria que lo había acogido.

### La Cartografía
En 1954 emprende una nueva actividad, la cartografía, siendo autor de innumerables obras como la Guiamarilla de la Ciudad de México, el Atlas Rutas de México, la Carta Geográfica de la República Mexicana y muchas otras más, asociándose en calidad de director del Departamento Cartográfico con la Asociación Nacional Automovilística (ANA) durante más de 30 años. Fue en estas actividades donde resultó fundamental la colaboración de su esposa, Carmen Ferrer Rodríguez. Su labor publicitaria y su habilidad en el campo de las ventas le permitieron a Carlos dedicarse de lleno a su labor creativa.
Debemos destacar de entre toda su amplia obra cartográfica la popularmente conocida como "guía amarilla" de la Ciudad de México, nombre debido al color de su portada. Su primera edición apareció en 1955 después de trabajar en ella por más de dos años. Fue tan meticuloso en su elaboración que muchas obras de ingeniería en la ciudad la tomaron como referencia por su calidad topográfica. En su dibujo consultó lo mejor de la cartografía de la región, desde los planos oficiales de la autoridad local hasta los planos de la Secretaría de la Defensa Nacional, de gran calidad estos últimos. Su propósito era llevar al público una guía confiable en lo topográfico y en lo toponímico, que estuviera impresa a varios colores, en lo cual fue precursor y sirvió de ejemplo a otros editores que publicaron con el tiempo sus guías también a colores. En años posteriores registró la marca bajo el nombre de Guiamarilla y así siguió siendo publicada bajo su supervisión por el Departamento Cartográfico de la Asociación Nacional Automovilística por más de 30 años. La Guiamarilla y toda su obra cartográfica se encuentra registrada y a disposición del público en bibliotecas tan prestigiadas como la Biblioteca del Congreso de los Estados Unidos en la ciudad de Washington D. C. y la de Madrid, España, para mencionar tan solo a dos de ellas.

### Los últimos años
Su esposa, Carmen, falleció en la Ciudad de México en 1990. Carlos se retiró y falleció en casa de su hijo, Carlos Encinas Ferrer, a los 89 años de edad en la ciudad de León, en el Estado de Guanajuato, México, el 28 de enero de 1997.